# Z40
Z40 ist die Bezeichnung eines Stahlachterbahnmodells des Herstellers Pinfari, welches erstmals 1973 ausgeliefert wurde und zur Zyklon-Reihe des Herstellers zählt.
Die 335 m lange Strecke erstreckt sich über eine Grundfläche von 40 m × 17 m und erreicht eine Höhe von 10 m. Die Wagen, in denen jeweils vier Personen Platz nehmen können, werden durch einen Kettenlifthill in die Höhe transportiert. Maximal 800 Personen pro Stunde können somit mit Z40 fahren. Die gesamte Anlage hat ein Gewicht von rund 45 t und hat einen Anschlusswert von 25 kW.

## Standorte
| Achterbahn                         | Betreiber                                                     | Land                                      | Eröffnung                           | Schließung                        |
| ---------------------------------- | ------------------------------------------------------------- | ----------------------------------------- | ----------------------------------- | --------------------------------- |
| Cyclone                            | Battersea Fun Fair                                            | Vereinigtes Königreich                    | 1973                                | unbekannt                         |
| Cyclone                            | Dreamland Margate                                             | Vereinigtes Königreich                    | 1970er Jahre                        | unbekannt                         |
| Cyclone                            | Genting SkyWorlds                                             | Malaysia                                  | 1988                                | 31. August 2013                   |
| Cyclone                            | Johore Safari World                                           | Malaysia                                  | 18. Januar 1982                     | 1984                              |
| Emerald Coaster Cat & Mouse Zyklon | Splash City Adventures Ocean Beach Pleasure Park Harbour Park | Vereinigte Staaten Vereinigtes Königreich | 16. März 2018 2002 oder früher 1986 | 2021 2016 unbekannt               |
| Jubilé                             | Selva Mágica Plopsaland De Panne                              | Mexiko Belgien                            | Juli 2000 1995                      | 2000                              |
| King                               | Nashville Valley Amusement Park                               | Vereinigte Staaten                        | 6. Juni 2003                        | 2004                              |
| Montanha Russa                     | American Park                                                 | Brasilien                                 | September 1997                      | 1999                              |
| Montanha Russa unbekannter Name    | Bracalândia Feira Popular de Lisboa                           | Portugal                                  | 1986–1988 unbekannt                 | 2000 oder früher 1987 oder früher |
| Montanha Russa                     | Park Trombini                                                 | Brasilien                                 | 2003 oder früher                    |                                   |
| Montanha Russa                     | Play Kid                                                      | Brasilien                                 | 1993                                |                                   |
| Roller Coaster                     | Edenlandia                                                    | Italien                                   | 2012                                | 2012–2013                         |
| Roller Coaster                     | New Jesolandia                                                | Italien                                   | 2004–2008                           |                                   |
| Rollies Coaster                    | Morey’s Piers                                                 | Vereinigte Staaten                        | 1999                                |                                   |
| Sapphire Speedster Coaster         | Merimbula’s Magic Mountain                                    | Australien                                | 1994                                |                                   |
| Stampede Cyclone                   | Frontierland Family Theme Park Blackpool Pleasure Beach       | Vereinigtes Königreich                    | 1988 1974                           | 1998 1987                         |
| Thunder Mountain                   | Flamingo Land                                                 | Vereinigtes Königreich                    | 1991                                | 2004                              |
| Viper Big Dipper                   | Knowsley Safari Park Marvel’s Amusement Park                  | Vereinigtes Königreich                    | 2000 1973                           | 2006 1999                         |
| Wildcat                            | Southport Pleasureland                                        | Vereinigtes Königreich                    | 1978                                | 2017                              |
| Z40 Roller Coaster                 | Tir Prince Family Funfair                                     | Vereinigtes Königreich                    | 2005                                | 2014                              |
| Zyclone                            | EsselWorld                                                    | Indien                                    | 1989                                |                                   |
| Zyklon                             | Jolly Roger at the Pier                                       | Vereinigte Staaten                        | 1981                                | 1981–1982                         |
| unbekannter Name                   | Luna Park (Ankara) Lunapark (Mersin)                          | Türkei                                    | 2019 2004 oder früher               | 2018                              |
| unbekannter Name                   | Stewart Beach Park                                            | Vereinigte Staaten                        | 1983 oder früher                    | 1984 oder später                  |
| unbekannter Name                   | Tivoli Park                                                   | Brasilien                                 | 5. Dezember 2020                    |                                   |